# 孙云飞
孙云飞（1962年11月—），男，汉族，安徽明光人。中华人民共和国政治人物，第十一届全国人大代表，中共十九大代表。

## 生平
1984年7月毕业于安徽师范大学中文系汉语言文学专业，获文学学士学位。毕业后留校工作，历任安徽师范大学任教务处教研科办事员、副科长、科长，安徽师范大学教务处副处长，安徽师范大学党委办公室主任。1986年3月加入中国共产党。1997年9月至1998年7月，挂职任中共繁昌县委副书记。1998年7月，任中共淮北市杜集区委书记。2001年5月，任中共淮北市委常委、组织部长。2002年9月，任中共阜阳市委常委、组织部长。2005年1月，任中共阜阳市委副书记、组织部长。2005年9月，任中共阜阳市委副书记、阜阳市人民政府党组书记、代理市长（2006年6月当选市长）。2008年，当选第十一届全国人民代表大会安徽地区代表。
2011年4月，任中共六安市委书记。2016年9月，任中共安徽省委常委。
2017年6月，被选举为中共十九大代表。2018年5月，在其中共六安市委书记任上，发生了该市部分学校教师集体讨薪遭警方殴打、抓捕的暴力维稳事件，引发舆论广泛关注。
2021年6月，不再兼任六安市委书记职务。2021年11月，在中共安徽省第十一届委员会第一次全体会议上，卸任省委常委。2022年1月，当选政协第十二届安徽省委员会副主席，并于2023年1月连任。